# 광장 (1985년 드라마)
《광장》은 1985년 6월 25일부터 6월 26일까지 방영된 KBS 1TV 6.25 특집드라마로, 최인훈의 소설 《광장》을 원작으로 한다.

## 줄거리
남북한 간의 이데올로기 속에서 지성인이 겪는 고뇌와 과정을 그리고 있다.

## 등장 인물

### 주요 인물
- 임혁주
- 조용원
- 최화정

### 그 외 인물
- 김시원
- 윤상미
- 이치우
- 허진
- 최길호
- 최명수
- 박정웅
- 이대로
- 기정수
- 김윤형
- 서상익
- 전원주
- 반문섭
- 나정옥
- 황민
- 반석진
- 박용식
- 박상규
- 이영
- 이춘식
- 이원종
- 공경구
- 박건식
- 김동완
- 김종구
- 최우백
- 한경선
- 박연은
- 이인숙
- 유대성
- 최헌철
- 정서임
- 김지선
- 최승철
- 이한수
- 김기진
- 이한승
- 장순국
- 김명수
- 이환지
- 전병옥
- 김정환
- 서희승
- 이기열
- 전국환
- 고인배
- 이영수
- 김연호
- 최상설
- 문영수
- 최강수
- 손영춘
- 유순철
- 조경호
- 김종진
- 정관영
- 이동철

## 수상
- 1986년 백상예술대상 연출상 - 김홍종